# Йохан Арнолд фон Мандершайд-Бланкенхайм
Йохан Арнолд фон Мандершайд-Бланкенхайм (на немски: Johann Arnold von Manderscheid-Blankenheim; * 13 септември 1606 в Бланкенхайм; † 26 септември 1644 в Кьолн) е граф на Мандершайд–Бланкенхайм в Айфел.
Той е син на граф Арнолд II фон Мандершайд-Бланкенхайм (* 12 юли 1546; † 18 септември 1614) и съпругата му графиня Мария Урсула фон Лайнинген-Дагсбург-Фалкенбург (* 1590; † 16 август 1649), дъщеря на граф Емих XI фон Лайнинген-Дагсбург-Фалкенбург (1540 – 1593) и Урсула фон Флекенщайн (1553 – 1595). Майка му графиня Мария Урсула фон Лайнинген-Дагсбург-Фалкенбург се омъжва втори път на 12 юни 1616 г. за алтграф Ернст Фридрих фон Залм-Райфершайт (1583 – 1639).
Йохан Арнолд фон Мандершайд-Бланкенхайм умира на 26 септември 1644 г. на 38 години в Кьолн.

## Фамилия
Йохан Арнолд фон Мандершайд-Бланкенхайм се жени на 5 март 1628 г. за графиня Антония Елизабет фон Мандершайд-Геролщайн (1607 – 1638), дъщеря на граф Карл фон Мандершайд-Геролщайн (1574 – 1649) и графиня Анна Салома фон Мандершайд-Шлайден-Вирнебург (1578 – 1648). Те имат девет деца:
- Арнолдина Катарина фон Мандершайд-Бланкенхайм (* ок. 1620; † сл. 1650), омъжена за фрайхер Йохан Ернст фон Пьолнис-Аспах (* 19 април 1618; † 5/15 април 1684)
- Анна Салома фон Мандершайд-Бланкенхайм (* 12 декември 1628; † 15 март 1691)
- Фердинанд Карл фон Мандершайд-Бланкенхайм (* 9 октомври 1629; † 6 февруари 1636)
- Салентин Ернст фон Мандершайд-Бланкенхайм (* 16 август 1630; † 18 февруари 1705), граф на Мандершайд-Бланкенхайм (1644 – 1694) и от 1652 г. на Сайн-Хахенбург, женен I. през 1651 г. за графиня Ернестина Салентина фон Сайн-Витгенщайн-Сайн (1626 – 1661), II. на 12 декември 1662 г. за Юлиана Кристина Елизабет фон Ербах-Ербах (1641 – 1692)
- Клара Елизабет фон Мандершайд-Бланкенхайм (* 1631; † 7 април 1688)
- Карл Ернст фон Мандершайд-Бланкенхайм (* 3 юни 1632; † 20 декември 1660)
- Мария Франциска фон Мандершайд-Бланкенхайм (* 22 април 1634; † 9 март 1708)
- Мария Хелена фон Мандершайд-Бланкенхайм (* 25 април 1635; † 16 октомври 1676)
- Вилхелм фон Мандершайд